# Józef Wetula
Józef Wetula (ur. 2 stycznia 1894 w Witowie, zm. 4/7 kwietnia 1940 w Katyniu) – major sanitarny Wojska Polskiego, ofiara zbrodni katyńskiej.

## Życiorys
Syn Macieja  lub Mateusza urodzony 2 stycznia 1894 w Witowie, w ówczesnym powiecie nowotarskim Królestwa Galicji i Lodomerii. Po rozpoczęciu I wojny światowej, jako uczeń VIII klasy c. k. Gimnazjum w Nowym Targu wstąpił do Legionów Polskich. Walczył w szeregach III batalionu 3 Pułku Piechoty . Po odzyskaniu niepodległości wstąpił do Wojska Polskiego . 20 maja 1919, jako podoficer byłych Legionów Polskich został mianowany z dniem 1 maja 1919 podporucznikiem w piechocie. Pełnił wówczas służbę w 1 Pułku Strzelców Podhalańskich.
1 czerwca 1921 pełnił służbę w Delegaturze Departamentu Sanitarnego Ministerstwa Spraw Wojskowych przy Polskim Towarzystwie Czerwonego Krzyża, a jego oddziałem macierzystym była Kompania Zapasowa Sanitarna Nr 2. W 1928 służył w Departamencie Sanitarnym MSWojsk. w Warszawie. 2 grudnia 1930 został mianowany majorem ze starszeństwem z 1 stycznia 1931 i 2. lokatą w korpusie oficerów administracji (dział sanitarny). W listopadzie 1928 został przeniesiony do Kadry 4 Batalionu Sanitarnego w Łodzi na stanowisko komendanta kadry. W marcu 1931 został przeniesiony do Sanatorium Wojskowego w Zakopanem na stanowisko kwatermistrza. W marcu następnego roku został przeniesiony do Wojskowego Zakładu Zaopatrzenia Sanitarnego w Warszawie. 1 lutego 1934 został wcielony do korpusu oficerów sanitarnych, w tym samym stopniu i starszeństwie ale z 23. lokatą. Pełnił wówczas służbę w Kierownictwie Zaopatrzenia Sanitarnego w Warszawie. W marcu 1939, w tym samym stopniu i starszeństwie, zajmował 1. lokatę w korpusie oficerów zdrowia, grupa sanitarna. Był wówczas kierownikiem referatu ogólnego w Wydziale Administracyjnym Kierownictwa Zaopatrzenia Sanitarnego.
W czasie kampanii wrześniowej 1939 roku dostał się do sowieckiej niewoli. Przebywał w obozie w Kozielsku. Między 4 a 7 kwietnia 1940 został zamordowany przez funkcjonariuszy NKWD w Katyniu i tam pogrzebany. Od 28 lipca 2000 spoczywa na Polskim Cmentarzu Wojennym w Katyniu.
5 października 2007 minister obrony narodowej Aleksander Szczygło mianował go pośmiertnie na stopień podpułkownika. Awans został ogłoszony 9 listopada 2007, w Warszawie, w trakcie uroczystości „Katyń Pamiętamy – Uczcijmy Pamięć Bohaterów”.
Józef Wetula był żonaty z Heleną z Flaszczyńskich, z którą miał syna Mirosława.

## Ordery i odznaczenia
- Krzyż Niepodległości (12 maja 1931)[16]
- Krzyż Walecznych (czterokrotnie)[17]
- Złoty Krzyż Zasługi
- Medal Pamiątkowy za Wojnę 1918–1921
- Medal Dziesięciolecia Odzyskanej Niepodległości